# Skrew
Skrew est un groupe de death metal américain, originaire d'Austin, au Texas. Formé en 1990, le groupe se sépare en 1998. Il se reforme en 2009 et se lance en tournée en 2011 avant la publication d'un nouvel album, Universal Immolation, en 2014.

## Biographie

### Débuts et premier album (1990–1995)
Skrew est formé en 1990 à Austin, au Texas, par Adam Grossman et Danny Lohner. Le groupe est né des cendres du groupe de thrash metal Angkor Wat dans lequel Adam Grossman et Danny Lohner étaient membres.
Skrew recrute des musiciens des environs de Austin, ainsi que Al Jourgensen de Ministry, afin d'enregistrer et produire son premier album nommé Burning in Water, Drowning in Flame. Bien que l'album ai bien marché commercialement et reçu de bonne critique de presse, le groupe subit de nombreux revers ; les conflits avec certains des membres empêchent le groupe de tourner et Grossman et Lohner doivent recruter de nouveaux membres. Danny Lohner quitte le groupe pour rejoindre Nine Inch Nails. Beaucoup de fans font état de son départ comme étant un tournant dans la carrière du groupe.
Finalement, les choses se sont calmées et Skrew travaille sur son deuxième album, Dusted, qui est publié en 1994. Cet album voit l'arrivée d'un nouveau claviériste, Jim Vollentine, qui restera dans le groupe jusqu'à la fin. À l'instar de l'album précédent, cet album reçoit une bonne critique de la presse et par les fans. Cet album, même s'il est toujours considéré comme un classique par les fans de metal industriel, a commercialement moins de succès que Burning in Water, Drowing in Flame. Après l'album, le groupe part en tournée jouant des concerts notamment au Dynamo Open Air.

### Continuité et séparation (1996–1998)
Le groupe, malgré des changements importants avec le départ de Danny Lohner ainsi que le guitariste Mike Robinson, publie son troisième album, Shadow of Doubt. Cet album est assez différent des deux précédents avec moins d'électronique et d'échantillonnage ainsi qu'un côté plus thrash metal tel que celui pratiqué par des groupes comme Machine Head. Contrairement aux albums précédents, Shadow of Doubt ne réussit pas à susciter un grand intérêt même avec la présence de Bobby Gustafson, ancien guitariste du groupe de thrash metal Overkill.
Le groupe subit, l'année suivante, d'importants changements de membres. Adam Grossman réussit, en 1997, à obtenir une formation stable ce qui permet de travailler en publier le quatrième album Angel Seed XXIII. Celui-ci est très mal reçu par la presse et est un échec commercial. À la suite des mauvais résultats des deux derniers albums, Skrew annonce, en 1998, sa séparation.

### Post-Skrew (1999–2008)
Dans les années qui suivent la séparation de Skrew, plusieurs de ses membres s'impliquent dans diverses activités ; Adam Grossman rejoignit Ministry comme guitariste de scène ainsi que comme guitariste rythmique, en 2003, sur l'album Animositisomina. Danny Lohner continue une carrière à succès et contribue fréquemment dans A Perfect Circle ainsi que comme auteur de musiques de films. Jim Volentine continue sa carrière comme ingénieur du son et producteur.

### Retour (depuis 2009)
Le groupe se reforme en 2009 autour d'Alan Grossman, et prépare la sortie d'un nouvel album autofinancé. Skrew est annoncé en concert le 12 février 2011 à Austin, Texas, puis en mars 2011 au festival SXSW. Le 4 juillet 2014, Skrew publie Universal Immolation, leur premier album en 17 ans. Une tournée mondiale est confirmée pour début 2015.

## Membres

### Membres actuels
- Hunter Townsend - chant
- Adam Grossman - chant, guitare, programmation (1990-1998, depuis 2009)
- Laurent Le Baut - basse (depuis 2013)
- Ricktor Ravensbrück - guitare (depuis 2014)

### Anciens membres
- Mike Robinson - guitare
- Danny Lohner - guitare, chœurs
- Clay Campbell - guitare
- Bobby Gustafson - guitare
- Mike Peoples - basse
- Brandon Workman - |basse
- Robb Lampmann - basse
- Chris Ault - claviers
- Mark Dufour - batterie
- Chadwick Davis - batterie
- Steve Green - guitare
- Jason - guitare
- Frap - basse
- Jim Vollentine - claviers
- Chris Istas - batterie

## Discographie
- 1991 : Burning in Water, Drowning in Flame
- 1994 : Dusted
- 1996 : Shadow of Doubt
- 1997 : Angel Seed XXIII
- 2014 : Universal Immolation